# Manfred Schneider (componist)
Manfred Schneider (Kestert, 3 mei 1953 - Lahnstein, 18 november 2008) was een Duits componist, arrangeur, muziekpedagoog, dirigent en hoornist.

## Levensloop
Schneider was vanaf 1972 hoornist in een Musikkorps der Bundeswehr in Koblenz. Sinds 1975 arrangeert hij muziek voor big-bands en kleinere ensembles. Verder was hij van 1975 tot 1991 muziekleraar voor orgel en keyboard aan de muziekschool in Montabaur. Vanaf 1978 is hij werkzaam als componist, waarbij hij zich op symfonische blaasmuziek, lichte muziek en dansmuziek geconcentreerd heeft. Verder schrijft hij werken voor piano en accordeon. Hij overleed 18 november 2008 in Lahnstein.

## Composities

### Werken voor orkest
- 1991 Mountain Panorama, fantasie voor orkest
- 1992 Burg Lichtenberg, voor orkest

### Werken voor harmonieorkest
- 1978 Fantasy nach Noten
- 1980 Festival in Silber, moderne ouverture
- 1983 High Society, ouverture
- 1983 Sinfonie in Pop
- 1989 Scenes for Band
- 1993 Rock-Symfonie
- 1993 Upside Down
- 1995 Poém à la card, voor trombone solo en harmonieorkest
- 1998 Evolution, symfonisch gedicht
- 2000 Jazz-Suite
- 2005 Galaxy, symfonisch gedicht
- 2006 Jazz-Inspiration, suite
- Bläserparty - Medley im Pop-Sound
- Erinnerungen an St. Jonny, ritmische schetsen
- Festival Tropical, latin-fantasie
- Patchwork - concerto, voor trompet en harmonieorkest
- Rock '86
- Teamwork, moderne ouverture

### Cantates
- 1983 Maranatha, moderne cantate naar Bijbelse teksten voor gemengd koor, orgel en orkest

### Toneelwerken

#### Musicals
- 1991-2000 Flowergreen - libretto: Horst Helfrich

### Kamermuziek
- 2006 Dresden 2006, rapsodie voor pianotrio

### Werken voor Big-Band
- 1984 Opening-Feelings-Swingtime, voor uitgebreide Big-Band
- 1996 Jazz-Suite, voor uitgebreide Big-Band

## Prijzen en onderscheidingen
- 1985 2e prijs bij de compositiewedstrijd van de Norddeutscher Rundfunk (NDR) in samenwerking met het Politieorkest Kiel
- 1992 Onderscheiding met de Lichtenburgprijs van het muzikantenland van het district Kusel
- 1999 1e Prijs bij de wedstrijd "Wende der Zeiten 2000" van de Bayerischer Rundfunk (BR), de GEMA-Stichting en de Allianz SE
- 2000 Het US-Magazine „Bandworld“ kiest het werk „Jazz-Suite“ in de US-Charts (Top 200 Bandcompositions 2000)
- 2005 1e prijs bij de compositiewedstrijd van de Landesverbandes Baden-Württemberg